# Chorina
Chorina là một chi bọ cánh cứng trong họ Chrysomelidae.
Chi này được Baly miêu tả khoa học năm 1866.

## Các loài
Các loài trong chi này gồm:
- Chorina cincta (Clark, 1865)
- Chorina fasciata Weise, 1921
- Chorina obliquenotata (Clark, 1865)